# Праче (Нижньосілезьке воєводство)
Праче (пол. Pracze, нім. Protsch) — село в Польщі, у гміні Мілич Мілицького повіту Нижньосілезького воєводства.
Населення — 216 осіб (2011).
У 1975-1998 роках село належало до Вроцлавського воєводства.

## Демографія
Демографічна структура станом на 31 березня 2011 року:
|          | Загалом | Допрацездатний вік | Працездатний вік | Постпрацездатний вік |
| -------- | ------- | ------------------ | ---------------- | -------------------- |
| Чоловіки | 118     | 32                 | 74               | 12                   |
| Жінки    | 98      | 21                 | 52               | 25                   |
| Разом    | 216     | 53                 | 126              | 37                   |